# Sarah McLachlan
Sarah Ann McLachlan (Halifax, 28 de enero de 1968) es una cantante y compositora canadiense, conocida por fundar Lilith Fair, un tour de cantantes femeninas a finales de los años 1990 (1997 - 1999). Ganadora de dos Grammy´s por su disco Surfacing (de cuatro nominaciones).

## Biografía
Sarah McLachlan nació y fue adoptada en Halifax, Nueva Escocia, Canadá. De niña, recibió clases de canto y estudió piano y guitarra clásica. Cuando tenía 17 años de edad, siendo aún estudiante del Queen Elizabeth High School, encabezó una efímera banda de rock llamada The October Game. Su anuario del instituto preconizaba que «estaba destinada a ser una famosa estrella del rock». 
Después de su primer concierto con The October Game, en la universidad de Dallhousie, la discográfica independiente Nettwerk ubicada en Vancouver, le ofreció a Sarah un contrato para grabar un disco. Sus padres la convencieron de que terminara sus estudios en la Nova Scotia College of Art and Design antes de embarcarse en su nueva vida como artista musical. Dos años después, cuando firmó el contrato con la discográfica Nettwerk, aún no había escrito ni una sola canción.
Al firmar el contrato, McLachlan tuvo que trasladarse a Vancouver, en la Columbia Británica. Allí grabó su primer álbum titulado Touch, en 1988, el cual recibió el beneplácito de la crítica, y un éxito comercial inmediato, que incluía el sencillo Vox. En 1991 edita un nuevo álbum titulado “Solace”, que generó toda una corriente musical en Canadá, gracias a sencillos como “The Path of Thorns (Terms)" e "Into the Fire".
El disco de 1993, Fumbling Towards Ectasy, se convirtió inmediatamente en un éxito tremendo en Canadá. Por su conexión con Nettwerk, su versión de piano de la canción “Possession” fue incluida en la primera Banda sonora original de la serie de televisión Due South en 1996. En los siguientes dos años Sarah alcanzó fama internacional gracias a “Fumbling Towards Ectasy”, escalando en las listas musicales de varios países y preparando el camino para su disco Surfacing de 1997, con el cual debutó en lo más alto de las listas internacionales y que supuso el comienzo del tour Lilith Fair. El tour Lilith Fair, congregó alrededor de 2 millones de personas (en total) en sus tres años de historia, y recaudó alrededor de 7 millones de dólares destinados a obras de caridad y donaciones. Fue uno de los festivales musicales femeninos más famosos de la historia de la música, y ayudó a lanzar la carrera de varias artistas femeninas. 
Medios impresos y televisivos como Rolling Stone, Time y Entertainment Weekly han tratado en profundidad el perfil de Sarah con el transcurso de los años.
Obtuvo en 1998 el Premio Visionario de Elizabeth Cady Stanton, por promover las carreras musicales en las mujeres.
El 7 de febrero de 1997, se casó con Ashwin Sood, en Negril, Jamaica. Ese mismo año intervino en el Concierto benéfico de la Columbia Británica para la fundación del Cáncer en el año 2002 en memoria de Michele Bourbonnais, víctima de la enfermedad, participando al lado de otros artistas canadienses como Bryan Adams, Jann Arden, Barenaked Ladies y Chantal Kreviazuk.
Retornó a la vida pública y a un tour mundial con el lanzamiento del álbum Afterglow en 2003, aunque no planea resucitar el Lilith Fair.
Conocida por el sonido emocional de sus baladas, sus canciones más populares son: "Ángel", "Building a Mystery", "Adia", "Possession", "I Will Remember You", "Into the Fire" y "Sweet Surrender". Su álbum más vendido hasta la fecha es Surfacing, por el cual ganó varios Premios Grammy y cuatro Premios Juno (el equivalente canadiense de los Grammys). También ha recibido varios premios por sus esfuerzos en la organización y el lanzamiento de Lilith Fair. En 1999 fue nombrada Oficial de la Orden de Canadá, por el éxito de su carrera, su papel en Lilith Fair, y sus donaciones de albergues de mujeres alrededor de todo Canadá. McLachlan también fundó un programa que facilita el acceso al estudio musical para los niños en Vancouver. En 2001 fue galardonada con la Orden de la Columbia Británica.
Cuando empezaba la grabación de un nuevo disco, perdió a su madre en diciembre de 2001, cuando Sarah estaba embarazada. Dio a luz a una niña a la que llamó India Ann el 6 de abril de 2002 en Vancouver; por aquel entonces, Sarah ya había completado tres cuartas partes de la producción de Afterglow. En mayo de 2002, su dueto con Bryan Adams fue incluido en la banda sonora de Spirit: Stallion of the Cimarrondonde cantó y tocó el piano en la canción “Don’t Let Go” con Aswin Sood a la batería.

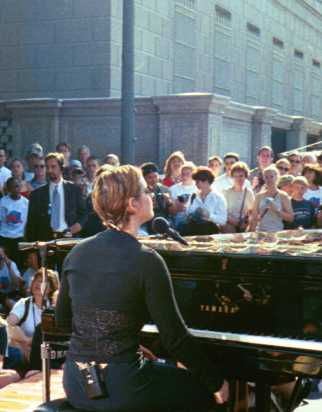
Sara McLachlan tocando el piano en el programa Good Morning America (1998).

A principios de 2005, McLachlan formó parte del telemaratón de estrellas organizado por la cadena de televisión estadounidense NBC para recaudar fondos para los damnificados por el Tsunami asiático. El 29 de enero Sarah fue la artista principal de un concierto benéfico en Vancouver junto con otras superestrellas de la música canadiense, como Avril Lavigne y su amigo Bryan Adams. El espectáculo contó con la interpretación de la "Agrupación Coral y de Percusión de niños Sarah McLachlan" del programa de ayuda que ella mismo fundó. El concierto fue titulado: One World: Concert for Tsunami Relief (Un Solo Mundo: Concierto para los supervivientes del Tsunami), se recaudaron aproximadamente 3,6 millones de dólares para dicha causa. 
El 2 de julio de 2005, Sara McLachlan participó en uno de los conciertos Live 8, en Filadelfia, en donde interpretó el sencillo "Angel" con Josh Groban. Esos conciertos se efectuaron simultáneamente en ocho grandes ciudades alrededor del mundo, para coincidir con la reunión de la organización de países más ricos del planeta o G8, para presionar a los líderes de estos países a combatir la pobreza en África, incrementando la ayuda internacional.
En 2008 se separa de Ashwin Sood. Reside en Vancouver.

## Discografía

### Álbumes
- Touch (1988, lanzando en 1989) - #132 Estados Unidos - Oro
- Solace (1991) - #167 Estados Unidos - Oro
- Live EP (1992)
- Fumbling Towards Ecstasy (1993) - #50 Estados Unidos - 3x Platino
- The Freedom Sessions (1994) - #78 Estados Unidos - Oro; + material CD-ROM
- Rarities, B-Sides and Other Stuff (1996)
- Surfacing (1997) - #2 Estados Unidos - 8x Platino
- Mirrorball (1999) - #3 Estados Unidos - 3x Platino
- Remixed (2001)
- Afterglow (2003) - #2 Estados Unidos - 2x Platino
- Live Acoustic (2004)
- Afterglow Live (2004) - + audio CD plus DVD. - #107 Estados Unidos
- Bloom: Remix Album (2005)
- Wintersong (2006)
- Rarities, B-Sides and Other Stuff 2 (2008)
- Laws of Illusion (2010)
- Shine On (2014)

### Sencillos
- Vox (1988)
- Steaming (1990)
- The Path of Thorns (1991)
- Into the Fire (1991)
- Drawn to the Rhythm (1992)
- Possession (1993)
- Hold On (1994)
- Good Enough (1994)
- I Will Remember You (1995)
- Building a Mystery (1997)
- Silence (1997) - Delerium junto a Sarah McLachlan
- Sweet Surrender (1998)
- Adia (1998)
- Angel (1999)
- Fallen (2003)
- Stupid (2004)
- World on Fire (2004)
- Time After Time (Cyndi Lauper y Sarah McLachlan) (2005)
- Push (live) (2005)
- Pills (2005) - The Perishers junto a. Sarah McLachlan
- River (2006)
- Sing (2007) - Annie Lennox junto a varios artistas incluida Sarah McLachlan
- U Want Me 2 (2008)
- Don't Give Up on Us (2009)
- One Dream (2009)
- Loving You Is Easy (2010)
- Forgiveness (2010)
- Illusions of Bliss (2011)
- Space On the Couch for Two (2011)
- Find Your Voice (2012)
- What's It Gonna Take (2013)
- Prayer of St. Francis (2013)
- In Your Shoes (2014)
- The long goodbye (2016)

### Banda sonora original
- Mad About You TV Show (1992) canción "Ice Cream"
- La Femme Nikita TV Show (2000) canción "I Love You"
- Due South TV Show (1994) canción "Possession" versión piano
- Due South Volume 2 TV Show (1995) canción "Song for a Winter's Night"
- Moll Flanders (1996) canción "Full of Grace"
- Buffy la cazavampiros TV Show (1997) "Full of Grace"", capítulo 22 de la segunda temporada, "La transformación II parte"
- Felicity TV Show (1998) canción "Angel"
- Dawson's Creek TV Show (1998) canción "Angel"
- Los Simpsons () "I Will Remember You" , capítulo que se da por muerto a Martin Price y se recuerda su presencia con un video.
- City of Angels (1998) canción "Angel"
- Brokedown Palace (1999) "Silence" ft. Delerium
- Toy Story 2 (1999) canción "When She Loved Me"
- Message in a Bottle (1999) "I Love You"
- Forces Of Nature (1999) "Fear"
- Roswell (1999) "Fear", episodio 1 de la primera temporada, "Piloto" y "Fumbling Towards Ecstasy", episodio 16 de la primera temporada, "Sexual Healing".
- Alias TV Show "In the Arms of the Angel" Capítulo 4 primera temporada "A Broken Heart" (2001)
- Yo soy Sam interpreta la canción Blackbird (versión original de los Beatles) (2001)
- Spirit: Stallion of the Cimarron (2002) canción "Don't Let Go"
- Alias TV Show "Dirty Little Song" Capítulo 2 temporada 5 "Prophet 5" (2005)
- Charlotte's Web (2006) canción "Ordinary Miracle"
- ER (2006) canción "river", capítulo 11 temporada 13 "city of mercy"
- Bones: Season 2 Episode 3 "The Boy in the Shroud" (2006-2007)canción "Bring on the wonder"
- The Brave One (2007) canción "Answer"
- Lucky Ones (2008) "I Will Remember You"
- Cold Case TV Show (2005) 2° temporada episodio 15 "Wishing" canción "Fear", 3° Temporada episodio 2 "The Promise" canción "Fallen", episodio 7 "Start-up" canción "Sweet Surrender", (2007) 4° Temporada episodio 18 "A Dollar, A Dream" canciones "Witness" y "Angel"